# Comté de Mirani
Le comté de Mirani est une zone d'administration locale dans l'est du Queensland en Australie.
Le comté comprend les villes de :
- Mirani ;
- Marian ;
- Gargett ;
- Engella ;
- North Etton ;
- Finch Hatton ;
- Pinnacle ;
- Woolooga.